# Saint-Salvy-de-la-Balme
Saint-Salvy-de-la-Balme – miejscowość i gmina we Francji, w regionie Oksytania, w departamencie Tarn.
Według danych na rok 1990 gminę zamieszkiwało 590 osób, a gęstość zaludnienia wynosiła 32 osób/km² (wśród 3020 gmin regionu Midi-Pireneje Saint-Salvy-de-la-Balme plasuje się na 527. miejscu pod względem liczby ludności, natomiast pod względem powierzchni na miejscu 615.).